# Gibson ES-175
La Gibson ES-175 (ES sta per Electric Spanish) è un modello di chitarra prodotto dalla Gibson Guitar Corporation, ed è da sempre una delle chitarre più apprezzate dai jazzisti. È una chitarra semiacustica a cassa grande a spalla mancante in scala 24 pollici e 3/4; introdotta nel 1949 e prodotta fino al 2019, è la più longeva di tutte le chitarre elettriche.

## Storia
La ES-175 che debuttò nel 1949 si proponeva come alternativa di medio livello alla L-5  e come versione elettrificata della L-4C, ma a differenza di questi due modelli aveva la tavola in laminato. Era anche la prima elettrica Gibson ad avere una sola spalla mancante in stile fiorentino. La sua prima versione aveva un unico pick-up single coil P-90 nella posizione al manico, e un ponte in palissandro scolpito; nel 1953 venne introdotta la ES-175D, un modello a due pick-up single coil (P-90). La ES-175 o ES-175D potevano essere ordinate con la finitura sunburst o, per un costo aggiuntivo, con la finitura naturale.
Dal febbraio 1957, le ES-175 di nuova produzione vennero equipaggiate con pickup di tipo humbucker. Molti nuovi chitarristi jazz, come Pat Metheny, le usavano per emulare il suono della celebre L5 di Wes Montgomery. La ES-175 con humbucker venne e viene lodata per il suo tono pieno e ricco: alcuni chitarristi tentavano di riprodurre su strumenti dalla cassa più piccola o addirittura solid body il suono molto pieno di questo strumento semiacustico, dalla cassa piuttosto grande, girando il controllo del tono sulla posizione più chiusa.
Questo modello di chitarra non è stato usato solo da chitarristi jazz: Scotty Moore, chitarrista di Elvis Presley, suonava una ES-295, essenzialmente una ES-175 con due P-90 e finitura dorata simile alla Les Paul goldtop originale. Leggende del rock come Steve Howe hanno usato la ES-175 per i suoi alti livelli di rifinitura e suonabilità.
Nel 1976 Gibson introdusse la ES-175T, una variante con corpo sottile (simile a una ES-125TCD ma con rifiniture più pregiate, disponibile nelle colorazioni Sunburst, Natural e  Wine Red. La produzione di questo raro modello fu interrotta nel 1979. Alla fine degli anni '70 venne prodotta, per brevissimo tempo, una versione equipaggiata con un pickup Charlie Christian denominata ES-175 CC.
Nei primi anni '90 Gibson lanciò la ES-165 Herb Ellis signature, replica firmata della sua originale ES-175 del 1957. Anche la Epiphone produce un modello ES-175, disponibile solo nei colori oro e nero: il modello Epiphone presenta però anche il retro bombato. È anche equipaggiata con due humbucker Alnico. La Gibson ES-175 presenta un controllo volume e tono per ogni pickup e classiche meccaniche Kluson; la Epiphone ES-175 presenta sì un controllo volume e tono per ogni pickup, ma meccaniche Grover.

## Musicisti che hanno utilizzato la Gibson ES-175
- Andrew Bird
- Herb Ellis
- Tal Farlow
- Grant Green
- Jim Hall
- Steve Howe
- Bireli Lagrene
- Pat Martino
- Pat Metheny
- Pino Daniele
- Joe Pass
- Ted Nugent
- Izzy Stradlin
- Ray Pisano